# Großer Preis von Australien 1990
Der Große Preis von Australien 1990 (offiziell LV Foster's Australian Grand Prix) fand am 4. November auf dem Adelaide Street Circuit in Adelaide statt und war das 16. und letzte Rennen der Formel-1-Weltmeisterschaft 1990.

## Berichte

### Hintergrund
Als Folge der von Ayrton Senna provozierten Kollision mit Alain Prost zwei Wochen zuvor kurz nach dem Start zum Großen Preis von Japan forderte die Scuderia Ferrari unter Androhung eines Rückzugs aus der Formel 1 von der FISA neue Regeln zur Vermeidung gefährlicher Kollisionen sowie entsprechende Strafen bei Zuwiderhandlung.
Der Finallauf in Australien war der 500. Grand Prix der Formel-1-Geschichte. Es trat ein im Vergleich zum Japan-GP unverändertes Teilnehmerfeld an.
Mit Prost (zweimal), Thierry Boutsen und Gerhard Berger (jeweils einmal) traten drei ehemalige Sieger zu diesem Grand Prix an.

### Training
Die beiden McLaren-Piloten Senna und Berger sicherten sich die erste Startreihe vor den beiden Ferrari 641 von Nigel Mansell und Prost. Jean Alesi folgte vor Riccardo Patrese sowie den beiden Benetton-Teamkollegen Nelson Piquet und Roberto Moreno.

### Rennen
Zunächst konnte Berger den zweiten Rang hinter dem führenden Senna gegenüber Mansell verteidigen. Im zweiten Umlauf verstellte er jedoch versehentlich die Zündung seines Motors. Während er dies wieder korrigierte, konnte Mansell an ihm vorbeiziehen.
Bis zur neunten Runde gelangte Piquet an Prost und Berger vorbei auf den dritten Rang. Bis zum 43. Umlauf duellierte sich Mansell mit Senna um die Führung. Dann fiel er infolge eines kleinen Fahrfehlers und eines Boxenstopps auf Rang fünf zurück.
Als Senna in der 62. Runde aufgrund eines Getriebeschadens aufgeben musste, übernahm Piquet die Führung vor Prost, Mansell und Berger. In Runde 73 zog Mansell an Prost vorbei und holte den Führenden ein. Dieser verteidigte seine Position jedoch bis ins Ziel. Mansell wurde mit rund drei Sekunden Rückstand Zweiter vor Prost, Berger, Boutsen und Patrese.

## Meldeliste
| Team                        | Nr. | Fahrer             | Chassis            | Motor                     | Reifen |
| --------------------------- | --- | ------------------ | ------------------ | ------------------------- | ------ |
| Scuderia Ferrari SpA        | 01  | Alain Prost        | Ferrari 641        | Ferrari 036 3.5 V12       | G      |
| Scuderia Ferrari SpA        | 02  | Nigel Mansell      | Ferrari 641        | Ferrari 036 3.5 V12       | G      |
| Tyrrell Racing Organisation | 03  | Satoru Nakajima    | Tyrrell 019        | Ford Cosworth DFR 3.5 V8  | P      |
| Tyrrell Racing Organisation | 04  | Jean Alesi         | Tyrrell 019        | Ford Cosworth DFR 3.5 V8  | P      |
| Canon Williams Team         | 05  | Thierry Boutsen    | Williams FW13B     | Renault RS2 3.5 V10       | G      |
| Canon Williams Team         | 06  | Riccardo Patrese   | Williams FW13B     | Renault RS2 3.5 V10       | G      |
| Motor Racing Developments   | 07  | David Brabham      | Brabham BT59       | Judd EV 3.5 V8            | P      |
| Motor Racing Developments   | 08  | Stefano Modena     | Brabham BT59       | Judd EV 3.5 V8            | P      |
| Footwork Arrows Racing      | 09  | Michele Alboreto   | Arrows A11B        | Ford Cosworth DFR 3.5 V8  | G      |
| Footwork Arrows Racing      | 10  | Alex Caffi         | Arrows A11B        | Ford Cosworth DFR 3.5 V8  | G      |
| Camel Team Lotus            | 11  | Derek Warwick      | Lotus 102          | Lamborghini 3512 3.5 V12  | G      |
| Camel Team Lotus            | 12  | Johnny Herbert     | Lotus 102          | Lamborghini 3512 3.5 V12  | G      |
| Fondmetal Osella            | 14  | Olivier Grouillard | Osella FA1ME       | Ford Cosworth DFR 3.5 V8  | P      |
| Leyton House Racing         | 15  | Maurício Gugelmin  | Leyton House CG901 | Judd EV 3.5 V8            | G      |
| Leyton House Racing         | 16  | Ivan Capelli       | Leyton House CG901 | Judd EV 3.5 V8            | G      |
| AGS Racing                  | 17  | Gabriele Tarquini  | AGS JH25           | Ford Cosworth DFR 3.5 V8  | G      |
| AGS Racing                  | 18  | Yannick Dalmas     | AGS JH25           | Ford Cosworth DFR 3.5 V8  | G      |
| Benetton Formula Ltd        | 19  | Roberto Moreno     | Benetton B190      | Ford Cosworth HBA4 3.5 V8 | G      |
| Benetton Formula Ltd        | 20  | Nelson Piquet      | Benetton B190      | Ford Cosworth HBA4 3.5 V8 | G      |
| BMS Scuderia Italia         | 21  | Emanuele Pirro     | Dallara 190        | Ford Cosworth DFR 3.5 V8  | P      |
| BMS Scuderia Italia         | 22  | Andrea de Cesaris  | Dallara 190        | Ford Cosworth DFR 3.5 V8  | P      |
| SCM Minardi Team            | 23  | Pierluigi Martini  | Minardi M190       | Ford Cosworth DFR 3.5 V8  | P      |
| SCM Minardi Team            | 24  | Gianni Morbidelli  | Minardi M190       | Ford Cosworth DFR 3.5 V8  | P      |
| Ligier Gitanes              | 25  | Nicola Larini      | Ligier JS33B       | Ford Cosworth DFR 3.5 V8  | G      |
| Ligier Gitanes              | 26  | Philippe Alliot    | Ligier JS33B       | Ford Cosworth DFR 3.5 V8  | G      |
| Honda Marlboro McLaren      | 27  | Ayrton Senna       | McLaren MP4/5B     | Honda RA100E 3.5 V10      | G      |
| Honda Marlboro McLaren      | 28  | Gerhard Berger     | McLaren MP4/5B     | Honda RA100E 3.5 V10      | G      |
| Espo Larrousse F1           | 29  | Éric Bernard       | Lola LC90          | Lamborghini 3512 3.5 V12  | G      |
| Espo Larrousse F1           | 30  | Aguri Suzuki       | Lola LC90          | Lamborghini 3512 3.5 V12  | G      |
| Coloni Racing               | 31  | Bertrand Gachot    | Coloni C3C         | Ford Cosworth DFR 3.5 V8  | P      |

## Klassifikationen

### Qualifying
| Pos. | Fahrer             | Konstrukteur      | 1. Qualifikationstraining | 1. Qualifikationstraining | 2. Qualifikationstraining | 2. Qualifikationstraining | Start |
| Pos. | Fahrer             | Konstrukteur      | Zeit                      | Ø-Geschwindigkeit         | Zeit                      | Ø-Geschwindigkeit         | Start |
| ---- | ------------------ | ----------------- | ------------------------- | ------------------------- | ------------------------- | ------------------------- | ----- |
| 01   | Ayrton Senna       | McLaren-Honda     | 1:15,671                  | 179,831 km/h              | 1:15,693                  | 179,779 km/h              | 01    |
| 02   | Gerhard Berger     | McLaren-Honda     | 1:17,431                  | 175,744 km/h              | 1:16,244                  | 178,480 km/h              | 02    |
| 03   | Nigel Mansell      | Ferrari           | 1:17,294                  | 176,055 km/h              | 1:16,352                  | 178,227 km/h              | 03    |
| 04   | Alain Prost        | Ferrari           | 1:16,365                  | 178,197 km/h              | 1:17,021                  | 176,679 km/h              | 04    |
| 05   | Jean Alesi         | Tyrrell-Ford      | 1:16,837                  | 177,102 km/h              | 1:17,246                  | 176,164 km/h              | 05    |
| 06   | Riccardo Patrese   | Williams-Renault  | 1:17,156                  | 176,370 km/h              | 1:17,449                  | 175,703 km/h              | 06    |
| 07   | Nelson Piquet      | Benetton-Ford     | 1:17,640                  | 175,270 km/h              | 1:17,173                  | 176,331 km/h              | 07    |
| 08   | Roberto Moreno     | Benetton-Ford     | 1:17,437                  | 175,730 km/h              | 1:18,089                  | 174,263 km/h              | 08    |
| 09   | Thierry Boutsen    | Williams-Renault  | 1:17,596                  | 175,370 km/h              | 1:18,112                  | 174,211 km/h              | 09    |
| 10   | Pierluigi Martini  | Minardi-Ford      | 1:18,235                  | 173,937 km/h              | 1:17,827                  | 174,849 km/h              | 10    |
| 11   | Derek Warwick      | Lotus-Lamborghini | 1:19,579                  | 171,000 km/h              | 1:18,351                  | 173,680 km/h              | 11    |
| 12   | Nicola Larini      | Ligier-Ford       | 1:19,567                  | 171,026 km/h              | 1:18,730                  | 172,844 km/h              | 12    |
| 13   | Satoru Nakajima    | Tyrrell-Ford      | 1:18,738                  | 172,826 km/h              | 1:19,066                  | 172,109 km/h              | 13    |
| 14   | Ivan Capelli       | Leyton House-Judd | 1:19,341                  | 171,513 km/h              | 1:18,843                  | 172,596 km/h              | 14    |
| 15   | Andrea de Cesaris  | Dallara-Ford      | 1:19,107                  | 172,020 km/h              | 1:18,858                  | 172,563 km/h              | 15    |
| 16   | Maurício Gugelmin  | Leyton House-Judd | 1:19,804                  | 170,518 km/h              | 1:18,860                  | 172,559 km/h              | 16    |
| 17   | Stefano Modena     | Brabham-Judd      | 1:19,861                  | 170,396 km/h              | 1:18,886                  | 172,502 km/h              | 17    |
| 18   | Johnny Herbert     | Lotus-Lamborghini | 1:19,091                  | 172,055 km/h              | 1:19,185                  | 171,851 km/h              | 18    |
| 19   | Philippe Alliot    | Ligier-Ford       | 1:19,202                  | 171,814 km/h              | 1:19,835                  | 170,452 km/h              | 19    |
| 20   | Gianni Morbidelli  | Minardi-Ford      | 1:19,408                  | 171,368 km/h              | 1:19,347                  | 171,500 km/h              | 20    |
| 21   | Emanuele Pirro     | Dallara-Ford      | 1:19,476                  | 171,222 km/h              | 1:19,609                  | 170,935 km/h              | 21    |
| 22   | Olivier Grouillard | Osella-Ford       | 1:21,047                  | 167,903 km/h              | 1:19,722                  | 170,693 km/h              | 22    |
| 23   | Éric Bernard       | Lola-Lamborghini  | 1:21,489                  | 166,992 km/h              | 1:19,858                  | 170,402 km/h              | 23    |
| 24   | Aguri Suzuki       | Lola-Lamborghini  | 1:19,970                  | 170,164 km/h              | 1:20,235                  | 169,602 km/h              | 24    |
| 25   | David Brabham      | Brabham-Judd      | 1:20,846                  | 168,320 km/h              | 1:20,218                  | 169,638 km/h              | 25    |
| 26   | Gabriele Tarquini  | AGS-Ford          | 1:21,222                  | 167,541 km/h              | 1:20,296                  | 169,473 km/h              | 26    |
| DNQ  | Michele Alboreto   | Arrows-Ford       | 1:20,630                  | 168,771 km/h              | 1:20,545                  | 168,949 km/h              | –     |
| DNQ  | Yannick Dalmas     | AGS-Ford          | 1:21,342                  | 167,294 km/h              | 1:20,570                  | 168,897 km/h              | –     |
| DNQ  | Alex Caffi         | Arrows-Ford       | 1:21,101                  | 167,791 km/h              | 1:20,609                  | 168,815 km/h              | –     |
| DNQ  | Bertrand Gachot    | Coloni-Ford       | 1:23,135                  | 163,686 km/h              | 1:23,975                  | 162,048 km/h              | –     |

### Rennen
| Pos. | Fahrer             | Konstrukteur      | Runden | Stopps | Zeit        | Start | Schnellste Runde |
| ---- | ------------------ | ----------------- | ------ | ------ | ----------- | ----- | ---------------- |
| 01   | Nelson Piquet      | Benetton-Ford     | 81     | 0      | 1:49:44,570 | 07    | 1:18,527         |
| 02   | Nigel Mansell      | Ferrari           | 81     | 1      | + 3,129     | 03    | 1:18,203         |
| 03   | Alain Prost        | Ferrari           | 81     | 0      | + 37,259    | 04    | 1:19,434         |
| 04   | Gerhard Berger     | McLaren-Honda     | 81     | 0      | + 46,862    | 02    | 1:20,025         |
| 05   | Thierry Boutsen    | Williams-Renault  | 81     | 0      | + 1:51,160  | 09    | 1:19,717         |
| 06   | Riccardo Patrese   | Williams-Renault  | 80     | 1      | + 1 Runde   | 06    | 1:19,818         |
| 07   | Roberto Moreno     | Benetton-Ford     | 80     | 1      | + 1 Runde   | 08    | 1:19,707         |
| 08   | Jean Alesi         | Tyrrell-Ford      | 80     | 1      | + 1 Runde   | 05    | 1:19,732         |
| 09   | Pierluigi Martini  | Minardi-Ford      | 79     | 1      | + 2 Runden  | 10    | 1:21,257         |
| 10   | Nicola Larini      | Ligier-Ford       | 79     | 2      | + 2 Runden  | 12    | 1:21,209         |
| 11   | Philippe Alliot    | Ligier-Ford       | 78     | 0      | + 3 Runden  | 19    | 1:21,921         |
| 12   | Stefano Modena     | Brabham-Judd      | 77     | 1      | + 4 Runden  | 17    | 1:22,693         |
| 13   | Olivier Grouillard | Osella-Ford       | 74     | 2      | + 7 Runden  | 22    | 1:25,642         |
| –    | Emanuele Pirro     | Dallara-Ford      | 68     | 0      | DNF         | 21    | 1:22,505         |
| –    | Ayrton Senna       | McLaren-Honda     | 61     | 0      | DNF         | 01    | 1:19,302         |
| –    | Gabriele Tarquini  | AGS-Ford          | 58     | 1      | DNF         | 26    | 1:23,147         |
| –    | Johnny Herbert     | Lotus-Lamborghini | 57     | 1      | DNF         | 18    | 1:22,142         |
| –    | Satoru Nakajima    | Tyrrell-Ford      | 53     | 1      | DNF         | 13    | 1:21,713         |
| –    | Ivan Capelli       | Leyton House-Judd | 46     | 1      | DNF         | 14    | 1:22,583         |
| –    | Derek Warwick      | Lotus-Lamborghini | 43     | 0      | DNF         | 11    | 1:22,524         |
| –    | Maurício Gugelmin  | Leyton House-Judd | 27     | 0      | DNF         | 16    | 1:22,200         |
| –    | Andrea de Cesaris  | Dallara-Ford      | 23     | 0      | DNF         | 15    | 1:23,897         |
| –    | Éric Bernard       | Lola-Lamborghini  | 21     | 0      | DNF         | 23    | 1:23,272         |
| –    | Gianni Morbidelli  | Minardi-Ford      | 20     | 0      | DNF         | 20    | 1:24,272         |
| –    | David Brabham      | Brabham-Judd      | 18     | 0      | DNF         | 25    | 1:25,703         |
| –    | Aguri Suzuki       | Lola-Lamborghini  | 6      | 0      | DNF         | 24    | 1:24,007         |

## WM-Stände nach dem Rennen
Die ersten sechs des Rennens bekamen 9, 6, 4, 3, 2 bzw. 1 Punkt(e). Streichresultate sind in Klammern gesetzt. In der Fahrerwertung wurden die besten elf Resultate, in der Konstrukteurswertung alle Resultate gewertet.

### Fahrerwertung
| Pos. | Fahrer             | Konstrukteur                  | Punkte  |
| ---- | ------------------ | ----------------------------- | ------- |
| 01   | Ayrton Senna       | McLaren-Honda                 | 78      |
| 02   | Alain Prost        | Ferrari                       | 71 (73) |
| 03   | Nelson Piquet      | Benetton-Ford                 | 43 (44) |
| 04   | Gerhard Berger     | McLaren-Honda                 | 43      |
| 05   | Nigel Mansell      | Ferrari                       | 37      |
| 06   | Thierry Boutsen    | Williams-Renault              | 34      |
| 07   | Riccardo Patrese   | Williams-Renault              | 23      |
| 08   | Alessandro Nannini | Benetton-Ford                 | 21      |
| 09   | Jean Alesi         | Tyrrell-Ford                  | 13      |
| 10   | Ivan Capelli       | Leyton House-Judd             | 6       |
| 11   | Roberto Moreno     | Benetton-Ford / EuroBrun-Judd | 6       |
| 12   | Aguri Suzuki       | Lola-Lamborghini              | 6       |
| 13   | Éric Bernard       | Lola-Lamborghini              | 5       |
| 14   | Derek Warwick      | Lotus-Lamborghini             | 3       |
| 15   | Satoru Nakajima    | Tyrrell-Ford                  | 3       |
| 16   | Alex Caffi         | Arrows-Ford                   | 2       |
| 17   | Stefano Modena     | Brabham-Judd                  | 2       |
| 18   | Maurício Gugelmin  | Leyton House-Judd             | 1       |

| Pos. | Fahrer             | Konstrukteur             | Punkte |
| ---- | ------------------ | ------------------------ | ------ |
| 19   | Nicola Larini      | Ligier-Ford              | 0      |
| 20   | Martin Donnelly    | Lotus-Lamborghini        | 0      |
| 21   | Pierluigi Martini  | Minardi-Ford             | 0      |
| 22   | Gregor Foitek      | Onyx-Ford / Brabham-Judd | 0      |
| 23   | Philippe Alliot    | Ligier-Ford              | 0      |
| 24   | Michele Alboreto   | Arrows-Ford              | 0      |
| 25   | Yannick Dalmas     | AGS-Ford                 | 0      |
| 26   | Emanuele Pirro     | Dallara-Ford             | 0      |
| 27   | Andrea de Cesaris  | Dallara-Ford             | 0      |
| 28   | Paolo Barilla      | Minardi-Ford             | 0      |
| 29   | JJ Lehto           | Onyx-Ford                | 0      |
| 30   | Bernd Schneider    | Arrows-Ford              | 0      |
| 31   | Olivier Grouillard | Osella-Ford              | 0      |
| 32   | Gabriele Tarquini  | AGS-Ford                 | 0      |
| 33   | Gianni Morbidelli  | Dallara-Ford             | 0      |
| 34   | David Brabham      | Brabham-Judd             | 0      |
| –    | Johnny Herbert     | Lotus-Lamborghini        | 0      |

### Konstrukteurswertung
| Pos. | Konstrukteur      | Punkte |
| ---- | ----------------- | ------ |
| 01   | McLaren-Honda     | 121    |
| 02   | Ferrari           | 110    |
| 03   | Benetton-Ford     | 71     |
| 04   | Williams-Renault  | 57     |
| 05   | Tyrrell-Ford      | 16     |
| 06   | Lola-Lamborghini  | 11     |
| 07   | Leyton House-Judd | 7      |
| 08   | Lotus-Lamborghini | 3      |
| 09   | Arrows-Ford       | 2      |

| Pos. | Konstrukteur  | Punkte |
| ---- | ------------- | ------ |
| 10   | Brabham-Judd  | 2      |
| 11   | Ligier-Ford   | 0      |
| 12   | Minardi-Ford  | 0      |
| 13   | Onyx-Ford     | 0      |
| 14   | AGS-Ford      | 0      |
| 15   | Dallara-Ford  | 0      |
| 16   | Osella-Ford   | 0      |
| 17   | EuroBrun-Judd | 0      |